# Christopher McVey
Christopher McVey (Borås, 12 aprile 1997) è un calciatore svedese, difensore del San Diego.

## Caratteristiche tecniche
È un difensore centrale che può anche essere schierato come terzino destro.

## Carriera

### Club
Cresciuto nel settore giovanile dell'Elfsborg, debutta in prima squadra il 1º ottobre 2017 in occasione dell'incontro di Allsvenskan perso 5-2 contro l'AIK. Essa si rivela l'unica sua presenza nell'arco di quel campionato, così come gioca una sola partita anche nel corso del campionato successivo.
Prima dell'inizio del campionato 2019 viene girato al Dalkurd, in Superettan, attraverso un prestito inizialmente valido fino all'estate ma che poi viene esteso fino alla fine dell'anno.
Rientrato all'Elfsborg, totalizza 6 presenze nell'Allsvenskan 2020. L'anno seguente trova maggiore spazio, tanto da collezionare 23 presenze in campionato, di cui 17 da titolare.
Nel gennaio del 2022 si trasferisce a titolo definitivo all'Inter Miami, franchigia della MLS americana. Con il club rosanero gioca complessivamente 62 partite tra campionato e coppe, siglando una rete.
Successivamente, durante il mercato invernale prima dell'inizio della stagione 2024, viene ceduto al D.C. United.

### Nazionale
Ha giocato nella nazionale svedese Under-17.

## Statistiche
Statistiche aggiornate all'8 maggio 2021.

### Presenze e reti nei club
| Stagione           | Squadra            | Campionato         | Campionato | Campionato | Coppe nazionali | Coppe nazionali | Coppe nazionali | Coppe continentali | Coppe continentali | Coppe continentali | Altre coppe | Altre coppe | Altre coppe | Totale | Totale | Totale |
| Stagione           | Squadra            | Comp               | Pres       | Reti       | Comp            | Pres            | Reti            | Comp               | Pres               | Reti               | Comp        | Pres        | Reti        | Pres   | Reti   |        |
| ------------------ | ------------------ | ------------------ | ---------- | ---------- | --------------- | --------------- | --------------- | ------------------ | ------------------ | ------------------ | ----------- | ----------- | ----------- | ------ | ------ | ------ |
| 2017               | Elfsborg           | A                  | 1          | 0          | CS              | 0               | 0               |                    | -                  | -                  |             | -           | -           | 1      | 0      |        |
| 2018               | Elfsborg           | A                  | 1          | 0          | CS              | 0               | 0               |                    | -                  | -                  |             | -           | -           | 1      | 0      |        |
| 2019               | Dalkurd            | S1                 | 16         | 1          | CS+CS           | 1+1             | 0               |                    | -                  | -                  |             | -           | -           | 18     | 1      |        |
| 2020               | Elfsborg           | A                  | 6          | 0          | CS+CS           | 2+4             | 1+1             |                    | -                  | -                  |             | -           | -           | 12     | 2      |        |
| 2021               | Elfsborg           | A                  | 23         | 0          | CS              | 0               | 0               | UECL               | 5                  | 0                  |             | -           | -           | 28     | 0      |        |
| Totale Elfsborg    | Totale Elfsborg    | Totale Elfsborg    | 47         | 1          |                 | 8               | 2               |                    | 5                  | 0                  |             | -           | -           | 60     | 3      |        |
| 2022               | Inter Miami        | MLS                | 34+1       | 1+0        | USOC            | 3               | 0               | -                  | -                  | -                  | -           | -           | -           | 38     | 1      |        |
| 2023               | Inter Miami        | MLS                | 17         | 0          | USOC            | 4               | 0               | -                  | -                  | -                  | LC          | 3           | 0           | 24     | 0      |        |
| Totale Inter Miami | Totale Inter Miami | Totale Inter Miami | 52         | 1          |                 | 7               | 0               |                    | -                  | -                  |             | 3           | 0           | 62     | 1      |        |
| 2024               | D.C. United        | MLS                | -          | -          | USOC            | -               | -               | -                  | -                  | -                  | LC          | -           | -           | -      | -      |        |
| Totale carriera    | Totale carriera    | Totale carriera    | 99         | 2          |                 | 15              | 2               |                    | 5                  | 0                  |             | 3           | 0           | 122    | 4      |        |

## Palmarès
- Leagues Cup: 1

Inter Miami: 2023